# Історія освоєння мінеральних ресурсів Азербайджану

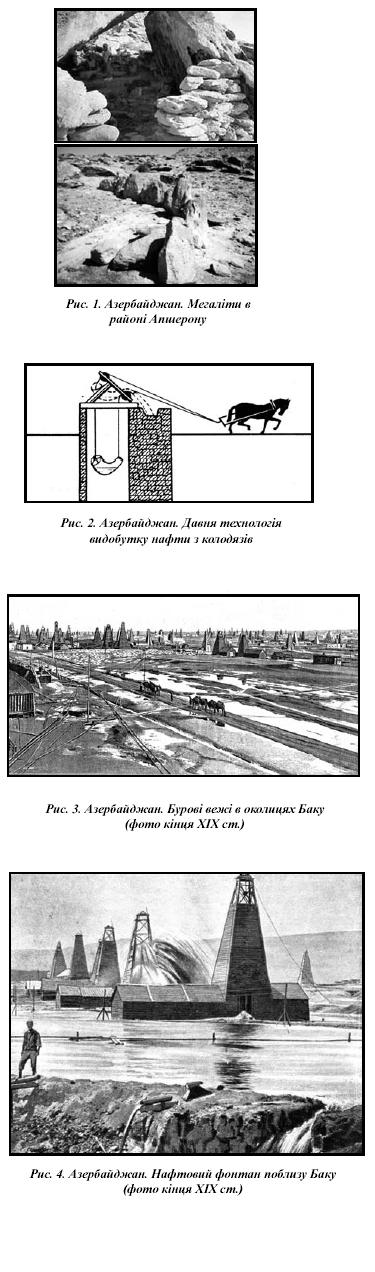

Використання каменю для виробництва знарядь датується нижнім палеолітом. В цей час збирали та видобували відкритим способом кремній, кварцит, вапняк, пізніше — обсидіан . З VI–V тисячоліття до н. е. розробляють глини й пісок для виробництва керамічного посуду. В V-IV тисячоліттях до н. е. починається застосування міді та сплавів міді з арсеном (т. зв. арсенова бронза). З середини ІІІ тисячоліття до н. е. розробляються соляні родовища на території Нахічеваню, причому давні копальні солі збереглися до сьогодні.
На території Азербайджану зустрічаються кам'яні споруди, побудовані древніми мешканцями цих місць. Давні пам'ятники в околицях Баку були виявлені в Мардаканах (III–II тис. до н. е.), в Зіря (III–II тис. до н. е.), в Тюрканах (кінець II тис. до н. е.), в Шувелянах (II тис. до н. е.) і недалеко від Апшерона в Гобустані (III тис. до н. е.). Житлові і ритуальні споруди на Апшеронському півострові є зразками мегалітичної архітектури епохи енеоліт у і древньої бронзи. Тут зустрічаються кромлехи — залишки майже круглих в плані споруд, поховання святилищ і ритуальні споруди у вигляді майданчика, огородженого великими каменями з нанесеними на них малюнками.
Перші свідоцтва про використання нафти для світильників та обігрівачів з'являються з IV тисячоліття до н. е. В той період використовували нафту, яка самовиливалася на поверхню з природних виходів. Геродот, який в V ст. до н. е. відвідав землі персів, описав колодязну технологію видобутку нафти з використанням міхів як черпаків та ємностей для відстоювання. За свідоцтвами арабських географів X ст. (Масуді, Істахрі та ін.), які відвідали район сучасного Баку, місцеві мешканці використовували нафту й нафтовий газ для кип'ятіння води, приготування їжі, випалювання вапно, у військових цілях і навіть в медицині. Торговельний видобуток нафти почався з кінця XVI ст. нафту витягали з колодязів глибиною до 30-40 м. Перший ґрунтовний опис бакинського нафтового промислу було зроблено в 1683 р. Е. Кемпфером. В цей час тут видобували лише близько 700 пудів нафти за добу.
На початку XIX ст. почалися спроби видобутку нафти в акваторії Каспійського моря. В 40-50-х рр. XIX ст. впроваджується свердловинний видобуток нафти. В 1900 р. було 170 свердловин, більшість з яких знаходилась на Балаханській, Сабунчинській, Бібі-Ейбатській та Раманінській площах. У 1860 р. у Сураханах побудований перший нафтоперегонний завод. У 1907 р. став до ладу найбільший на той час у світі продуктопровід Баку-Батумі (діаметр 200 мм, довжина 835 км). У Балаханах вперше в історії світової нафтової промисловості була використана компресорна експлуатація свердловин. З 1911 р. почали застосовувати обертове буріння. З 1915 р. у Раманах нафту почали видобувати за допомогою глибинних насосів, а в 1916 р. там був випробуваний газліфтний спосіб видобутку. Цікавою особливістю гірничих робіт було створення в 1930-х роках штучних островів (засипання мілководних морських акваторій з метою розташування нафтодобувного обладнання). Значною частиною акцій бакинських нафтових промислів володіла родина Нобелів.
З середини XX ст. ведуть кар'єрний видобуток залізних руд (Дашкесанське родовище), руд кольорових металів (алуніти — Загликське родовище, молібден та Мідь — Парагчайське родовище, свинець та цинк — Агдаринське родовище), добувають дорогоцінне й облицювальне каміння (агати, онікси, яшми, мармури).
Розвідані корисні копалини Азербайджану — нафта, залізняк, алуніт, кобальт, барій, молібден, арсен, сірчаний колчедан, туф, є поклади золота, срібла, поліметалів. Найважливіші — нафта, газ і газоконденсат, руди чорних, кольорових і благородних металів, а також нерудна сировина, будівельні матеріали і мінеральні води. Нафтогазова промисловість протягом всього XX ст. залишалася найпотужнішою галуззю країни. На початку XXI ст. гірнича промисловість представлена видобутком нафти і газу, різних руд, нерудної сировини, мінеральних вод. Питома вага гірничої промисловості в загальному обсязі промислового виробництва в Азербайджані не перевищує 7-8 %. Найкраще розвинена нафтогазовидобувна галузь. Добувають також залізні руди, руди кольорових металів, мідно-молібденові, свинцево-цинкові руди, кам'яну сіль, дорогоцінне і виробне каміння, нерудні будівельні матеріали.
Підготовку кадрів гірничо-геологічного профілю здійснюють Азербайджанський університет нафти й хімії (з 1920 р.), університет у м. Баку (з 1919 р.).